# Тігвень (Ретешть, Арджеш)
Тігвень, Тігвені (рум. Tigveni) — село у повіті Арджеш в Румунії. Входить до складу комуни Ретешть.
Село розташоване на відстані 81 км на північний захід від Бухареста, 26 км на південний схід від Пітешть, 115 км на північний схід від Крайови, 108 км на південь від Брашова.

## Населення
За даними перепису населення 2002 року у селі проживали 418 осіб, усі — румуни. Усі жителі села рідною мовою назвали румунську.